# Neuroaprimoramento
Neuroaprimoramento ou aprimoramento cognitivo refere-se ao uso experimental de métodos farmacológicos ou não farmacológicos com o objetivo de melhorar habilidades cognitivas e afetivas em indivíduos saudáveis, sem transtornos mentais. Esses métodos visam melhorar funções cognitivas, sociais, psicológicas, de humor ou motoras além do funcionamento normal.
Os agentes de neuroaprimoramento farmacológico incluem compostos considerados nootrópicos, como modafinil, cafeína, e outros medicamentos usados para tratar pessoas com transtornos neurológicos.
Os métodos não farmacológicos de aprimoramento cognitivo incluem estratégias comportamentais (atividades, técnicas e mudanças), estimulação cerebral não invasiva, usada com a intenção de melhorar funções cognitivas e afetivas, e interfaces cérebro-máquina.

## Agentes potenciais
Existem muitos supostos nootrópicos, a maioria com tamanhos de efeito pequenos em indivíduos saudáveis. Os agentes farmacológicos mais comuns para neuroaprimoramento incluem modafinil e metilfenidato (Ritalina). Estimulantes em geral e vários tratamentos para demência ou outras terapias neurológicas podem afetar a cognição.
O neuroaprimoramento também pode ocorrer por meio de:
- humor ("aprimoramento de humor")[12]
- motivação[13]
- sociabilidade (por exemplo, habilidades de conversação ou empatia)[14]
- criatividade[13]
- resistência cognitiva[15]
- resiliência psicológica[16]

Os aprimoradores são multidimensionais e podem ser agrupados em estratégias de aprimoramento bioquímico, físico e comportamental.

### Modafinil
Aprovado para tratar narcolepsia, apneia obstrutiva do sono e transtorno do sono por trabalho em turnos [en], o modafinil é um medicamento que promove a vigília, usado para reduzir a fadiga, aumentar a vigilância e diminuir a sonolência diurna. O modafinil melhora a alerta, atenção, memória de longo prazo e desempenho diário em pessoas com transtornos do sono.
Em casos de privação de sono prolongada, o uso repetido de modafinil ajudou indivíduos a manter níveis mais altos de vigília em comparação com um placebo, mas não auxiliou na atenção e na função executiva. O modafinil pode prejudicar a capacidade de automonitoramento; estudos indicaram que participantes superestimaram seu desempenho em testes cognitivos, sugerindo um efeito de "excesso de confiança".

### Metilfenidato
O metilfenidato (MPH), também conhecido como Ritalina, é um estimulante usado para tratar transtorno do déficit de atenção com hiperatividade (TDAH). O MPH é abusado por uma parcela da população geral, especialmente estudantes universitários.
Uma comparação entre as vendas de MPH e o número de pessoas para as quais foi prescrito revelou uma proporção desproporcional, indicando alto abuso. O MPH pode prejudicar o desempenho cognitivo.

### Outros
Estudos são preliminares demais para determinar se há efeitos de aprimoramento cognitivo de agentes como memantina ou inibidores da acetilcolinesterase (exemplos: donepezila, galantamina).

### Possíveis efeitos adversos
Medicamentos comuns destinados ao neuroaprimoramento são geralmente bem tolerados por pessoas saudáveis. Esses medicamentos já são usados regularmente para tratar pessoas com diferentes transtornos psiquiátricos.
A avaliação para determinar potenciais efeitos adversos inclui taxas de desistência e avaliações subjetivas. As taxas de desistência foram mínimas ou inexistentes para donepezil, memantina, MPH e modafinil. Nos ensaios clínicos, os participantes relataram as seguintes reações adversas ao uso de donepezil, memantina, MPH, modafinil ou cafeína: queixas gastrointestinais (náusea), cefaleia, tontura, pesadelos, ansiedade, sonolência, nervosismo, inquietação, distúrbios do sono e insônia, diurese. Esses efeitos colaterais geralmente cessaram ao longo do tratamento. Fatores como dosagem, momento de uso e comportamento concomitante podem influenciar o aparecimento de efeitos adversos.

## Não farmacológico

### Neuroestimulação
Métodos de neuroestimulação estão sendo pesquisados e desenvolvidos. Resultados indicam que os detalhes dos procedimentos de estimulação são cruciais, com algumas aplicações prejudicando em vez de melhorar a cognição, e há questionamentos sobre se essa abordagem pode oferecer resultados significativos para domínios cognitivos. Os métodos de estimulação incluem estimulação elétrica, magnética, estimulação óptica com lasers, várias formas de estimulação acústica e métodos físicos, como formas de neurofeedback.

### Software e mídia
Aplicações de tecnologias de realidade aumentada podem afetar o aprimoramento geral da memória, estendendo a percepção e a assistência ao aprendizado. A Internet pode ser considerada uma ferramenta para permitir ou estender a cognição. No entanto, ela não é "uma tecnologia simples e uniforme, nem em sua composição, nem em seu uso" e, como "um recurso informacional, atualmente falha em aprimorar a cognição", em parte devido a problemas que incluem sobrecarga de informação [en], desinformação e persuasão.

## Questões de qualidade e sociais

### Validação e controle de qualidade
Padrões de qualidade, validação [en], autenticação [en], amostragem e testes laboratoriais são frequentemente insuficientes ou ausentes para produtos considerados aprimoradores cognitivos, incluindo suplementos alimentares.

### Bem-estar e produtividade
Os produtos ou métodos de neuroaprimoramento são usados com a intenção de:
- melhorar o bem-estar[13][32]
- possivelmente incentivar a produtividade societal[33][34]
- aumentar incentivos para desenvolver terapias potenciais para várias doenças cerebrais, como a doença de Alzheimer.[11]

### Na cultura popular
Produtos de neuroaprimoramento são mencionados em produções de entretenimento, como o filme Sem Limites (2011), que explora, em certa medida, as oportunidades e ameaças do uso desses produtos.

## Prevalência
Em geral, pessoas com menos de 25 anos consideram os agentes de neuroaprimoramento aceitáveis ou acreditam que a decisão de usá-los deve ser individual. Profissionais de saúde e pais expressam preocupação devido a fatores de segurança, falta de informações completas sobre esses agentes e possíveis efeitos adversos irreversíveis; tais preocupações podem reduzir a disposição para usar esses agentes.
Um estudo de 2024, baseado em uma amostra representativa de mais de 20.000 adultos na Alemanha, mostrou que cerca de 70% dos entrevistados haviam tomado substâncias para melhorar o desempenho mental no último ano, sem prescrição médica. O consumo de bebidas com cafeína, como café e energéticos, foi amplamente disseminado (64% dos usuários), expressamente com o objetivo de melhorar o desempenho, seguido por suplementos alimentares e remédios caseiros, como ginkgo biloba (31%). Cerca de 4% afirmaram ter tomado medicamentos controlados para aprimoramento cognitivo (prevalência ao longo da vida de 6%), correspondendo a cerca de 2,5 milhões de usuários na Alemanha.
Um estudo alemão de 2016 com 6.454 funcionários encontrou uma prevalência ao longo da vida relativamente baixa de uso de medicamentos controlados para aprimoramento cognitivo (3%), enquanto a disposição para tomar tais medicamentos foi relatada por 10% dos entrevistados. Uma pesquisa com cerca de 5.000 estudantes universitários alemães encontrou uma prevalência de 30 dias relativamente baixa de 1%, enquanto 2% dos entrevistados usaram esses medicamentos nos últimos 6 meses, 3% nos últimos 12 meses e 5% ao longo da vida. Dos estudantes que usaram essas substâncias nos últimos 6 meses, 39% relataram uso único nesse período, 24% duas vezes, 12% três vezes e 24% mais de três vezes. Consumidores de drogas de neuroaprimoramento estão mais propensos a usá-las novamente no futuro devido a experiências positivas ou tendência à dependência.